# Android XR

Android XR logo

Android XR és un sistema operatiu de realitat estesa (XR) desenvolupat per Google i basat en Android. Es va anunciar el desembre de 2024 i es llançarà el 2025 amb uns auriculars fabricats per Samsung i un parell d'ulleres intel·ligents desenvolupades per Google DeepMind. Està molt integrat amb el chatbot alimentat per la intel·ligència artificial generativa Gemini.

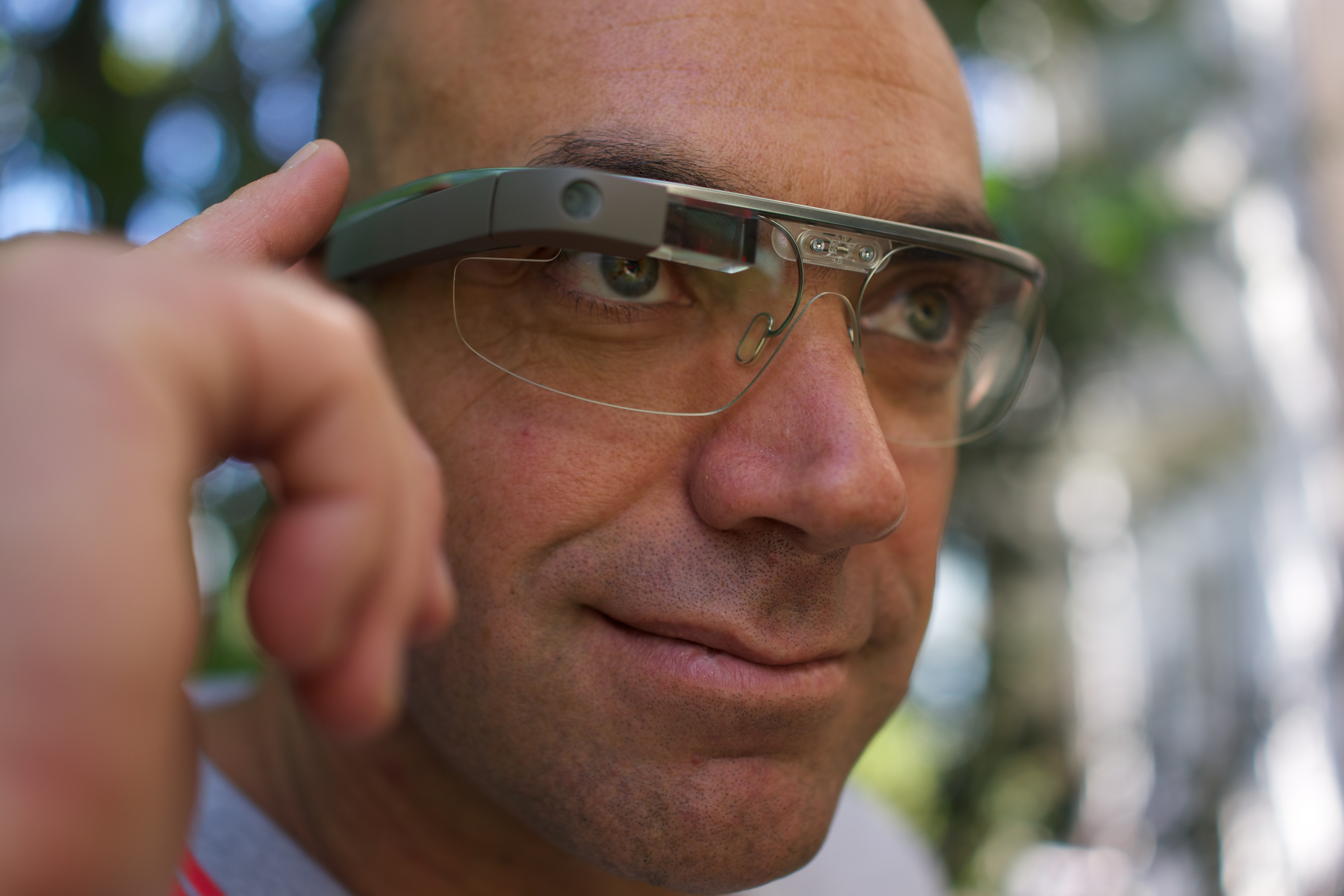
Un blogger i emprenedor, Loïc Le Meur, seleccionat per a l'edició de l'explorador de Google Glass, llueix amb Google Glassr

La primera incursió de Google al regne de l'XR, un terme general per a la realitat augmentada (AR), la realitat virtual (VR) i la realitat mixta (MR), va ser Google Glass, un parell d'ulleres intel·ligents llançades el 2013. Després del fracàs comercial de Glass, Google va fer altres empreses a l'espai, com ara els auriculars Google Cardboard i Google Daydream VR, cap dels quals va guanyar força i finalment es va suspendre. El 2021, Google va reactivar els seus esforços XR amb un projecte amb el nom en clau intern Project Iris, uns auriculars AR impulsats per un nou sistema operatiu. No obstant això, Google va abandonar el projecte després que Apple va superar Google al llançar els seus auriculars Vision Pro MR el 2023, passant a una estratègia centrada en el programari. Un any més tard, Google va anunciar Android XR com a successor espiritual del Projecte Iris.

## Història

### Rerefons
Google va experimentar per primera vegada amb la perspectiva de les ulleres intel·ligents amb la introducció de Google Glass el 2013. El producte va ser criticat pels crítics a causa de preocupacions ètiques i de privadesa, la qual cosa va portar a Google a suspendre el model orientat al consumidor i a centrar-se en el model empresarial. El maig de 2019, el cap de Google VR/AR, Clay Bavor, va dir a CNET que l'empresa estava molt invertida en R+D sobre dispositius AR, mentre que un informe de febrer de 2020 de The Information va revelar que Google no tenia plans per desenvolupar un nou parell de realitat augmentada (AR) ulleres intel·ligents a mitjan 2019, en part a causa del fracàs molt publicitat de Glass. El juny de 2020, Google va adquirir North, un fabricant d'ulleres intel·ligents, per ajudar en la visió de la informàtica ambiental de la seva divisió de maquinari. Poc després de l'adquisició, la companyia va començar a treballar en un nou parell d'ulleres intel·ligents AR basades en dissenys de North, que The New York Times va confirmar el desembre de 2021.

### Desenvolupament
El gener de 2022, The Verge va informar que Google estava construint un auricular AR com a part d'un esforç amb nom en clau intern Project Iris i supervisat per Bavor. Això va coincidir amb la pròpia iniciativa del rival de Google d'Apple per desenvolupar un auricular de realitat mixta (MR). Després que Apple va superar Google presentant els seus auriculars, el Vision Pro, el juny de 2023, que va frustrar els empleats, Business Insider va informar que el Projecte Iris havia estat cancel·lat com a part de les mesures de reducció de costos de l'empresa de Google a principis del any, que va veure acomiadaments massius i la marxa de Bavor. 

### Llançament
Google va anunciar el sistema operatiu Android XR el 12 de desembre de 2024 a la ciutat de Nova York, amb plans per llançar-lo als auriculars Moohan de Samsung l'any següent. Considerat com el successor de Glass, Cardboard i Daydream, el sistema operatiu es va desenvolupar en col·laboració amb Samsung i Qualcomm i està molt integrat amb Gemini, el chatbot generatiu de Google basat en IA. A més de Moohan, Google va presentar les ulleres intel·ligents Project Astra que havia demostrat anteriorment, també alimentades per Android XR i amb l'objectiu d'un llançament el 2025, tot i que no es va establir un calendari definit per a aquest últim. Les ulleres utilitzen la tecnologia microLED de Raxium, que permeten "imatges brillants sense utilitzar molta potència".
En contrastar Android XR amb el Vision Pro, Izadi i el cap d'Android, Sameer Samat, van emfatitzar la naturalesa de plataforma oberta de l'enfocament de Google, a diferència de l'estratègia de jardí emmurallat d'Apple. Victoria Song de The Verge va comparar l'experiència de portar aquestes ulleres amb JARVIS, una IA fictícia de l'univers cinematogràfic Marvel, mentre que Ryan Christoffel de 9to5Mac i Mark Gurman de Bloomberg News van notar la semblança visual de Moohan amb el Vision Pro. Diversos periodistes que van assistir a l'anunci van reflexionar sobre el viatge d'una dècada de Google des de Glass fins a l'actualitat. 